# 圖納普伊
圖納普伊（西班牙語：Tunapuy），是委內瑞拉的城鎮，位於該國北部蘇克雷州，是解放者市的首府，始建於1754年6月24日，海拔高度110米，主要經濟活動是種植可可和水果。